# Chauvirey-le-Vieil
Chauvirey-le-Vieil település Franciaországban, Haute-Saône megyében. Lakosainak száma 27 fő (2022. január 1.). Chauvirey-le-Vieil Chauvirey-le-Châtel, Cintrey, Montigny-lès-Cherlieu és Preigney községekkel határos.

## Népesség
A település népességének változása:
| Lakosok száma | 33   | 33   | 34   | 34   | 34   | 33   | 33   | 30   | 27   |
|               | 2013 | 2015 | 2016 | 2017 | 2018 | 2019 | 2020 | 2021 | 2022 |